# Конгрес јужноафричких синдиката
Конгрес јужноафричких синдиката (КЈС) (енгл. Congress of South African Trade Unions, COSATU) је синдикална федерација у Јужноафричкој републици. Основан је 1985. године и тренутно је највећа од укупно три синдиклане федерације у држави, са 1,8 милиона чланова и 21 синдикатом.
Основан је 1985. године споразумом између више синдиката и синдикалних федерација. У почетку је унутар Конгреса било пола милиона чланова и 33 синдиката, али се тај број с временом повећавао. Илајџа Бараји био је први председник синдиката, све до 1991. године. КЈС је играо важну улогу у борби против апартхејда, организовао штрајкове и мобилизовао раднике широм државе.
Конгрес јужноафричких синдиката заједно с Афричким националним конгресом и Јужноафричком комунистичком партијом чини коалицију на власти у Јужној Африци, познату под именом Трострука коалиција. Иако је синдикат члан коалиције од почетка, неки његови вође замерају АНК-у превелику доминацију унутар коалиције.
Организација КЈС-а учествује и у борби против Сиде, сарађујући с Кампањом акције лечења, добротворном и политичком организацијом која ради на васпитавању и разумевању заштите од обољења.